# Robert Schad
Robert Schad (Ravensburg, 1953) is een Duitse beeldhouwer.

## Leven en werk
Sinds aanvang jaren zeventig werkt Schad met staal als materiaal waarmee hij zijn sculptures vormt. Massieve staven vierkantstaal (voor kleinere beelden 45 x 45 mm, voor grotere objecten met een variabele doorsnede), die hij aaneensmeedt tot eenvoudige, zeer minimalistische, of grillig vormgegeven beelden en installaties. Vooral deze installaties kunnen een enorme omvang bereiken en gaan een discussie aan met de naastgelegen of omringende architectuur.
Hij leeft en werkt in Larians-et-Munans in het departement Haute-Saône, Frankrijk. Naast een atelier beschikt Schad sinds 2004 ook over een eigen beeldenpark. In 2010 won Schad de Goslarer Kaiser Ring en werd zijn werk tentoongesteld in het Mönchehaus Museum Goslar in Goslar.

## Werken (selectie)
- Nordhorn: 1986 III-IV/86 als onderdeel van beeldenroute Kunstwegen
- Mannheim: 1986 Kleines Feld, II-III/86, Kunsthalle Mannheim
- Stuttgart: 1986 Stuttgarter Weg, sculptuur (136 m lang) in de verbindingsgang tussen parlementsgebouw en afgevaardigdengebouw van de Landtag van de deelstaat Baden-Württemberg
- Ravensburg: 1992 fontein Caide (ook wel genaamd Schad-Brunnen), Marienplatz
- Mannheim: 1993 Eisenspiel für Mannheim (IJzerspel voor Mannheim) in de Augustaanlage (Skulpturenmeile Mannheim)
- Freiburg im Breisgau: 1995 Nirme Universität Freiburg
- Singen (Hohentwiel): 1995 Singen, Heinrich-Weber-Platz
- Freiburg im Breisgau: 1996 Im Lauf, Polizeirevier Nord Freiburg
- Neckarsulm: 1998 Tauk
- Berlijn: 2001 Courante (10 m hoog) atrium Ministerie van Financiën
- Mummelsee: 2001 enFIM (9 m hoog) Kunstpfad am Mummelsee in Baden-Württemberg
- Karlsruhe: 2001 Karlsruher Linie bij het Landratsamt Karlsruhe
- Filderstadt: 2001 Filderspiel (11-delig), S-Bahn Gelände Bernhausen
- Weingarten: 2002 Nirme in de Stadtgarten van Weingarten
- Rantum (Sylt): 2003 Escrit
- Marl: 2004 Merlak buitencollectie Skulpturenmuseum Glaskasten
- Koblenz: 2005 Enfine beeldenpark van het Ludwig Museum im Deutschherrenhaus
- Fátima: 2007 Kruzifix (34 m hoog) bij het Santuário de Fátima in het Portugese bedevaartsoord Fátima
- Straße der Skulpturen (St. Wendel): 2008 Im Wind (15 m hoog) in het Ostertal, district St. Wendel in de Duitse deelstaat Saarland
- Berg (Schussental): 2009 Berger Winde bij het Rathaus

## Fotogalerij

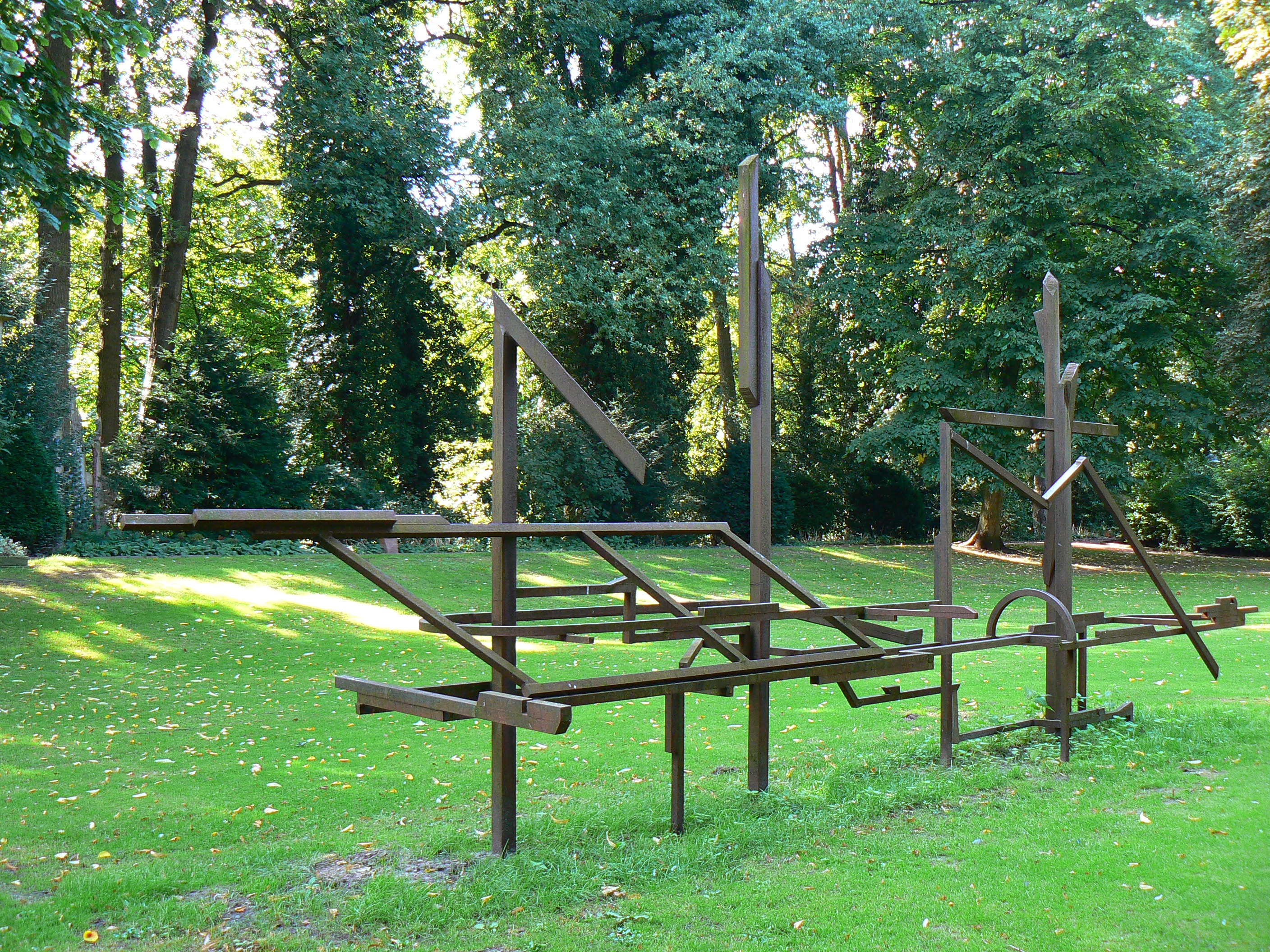
III-IV/86 (1986) in Nordhorn
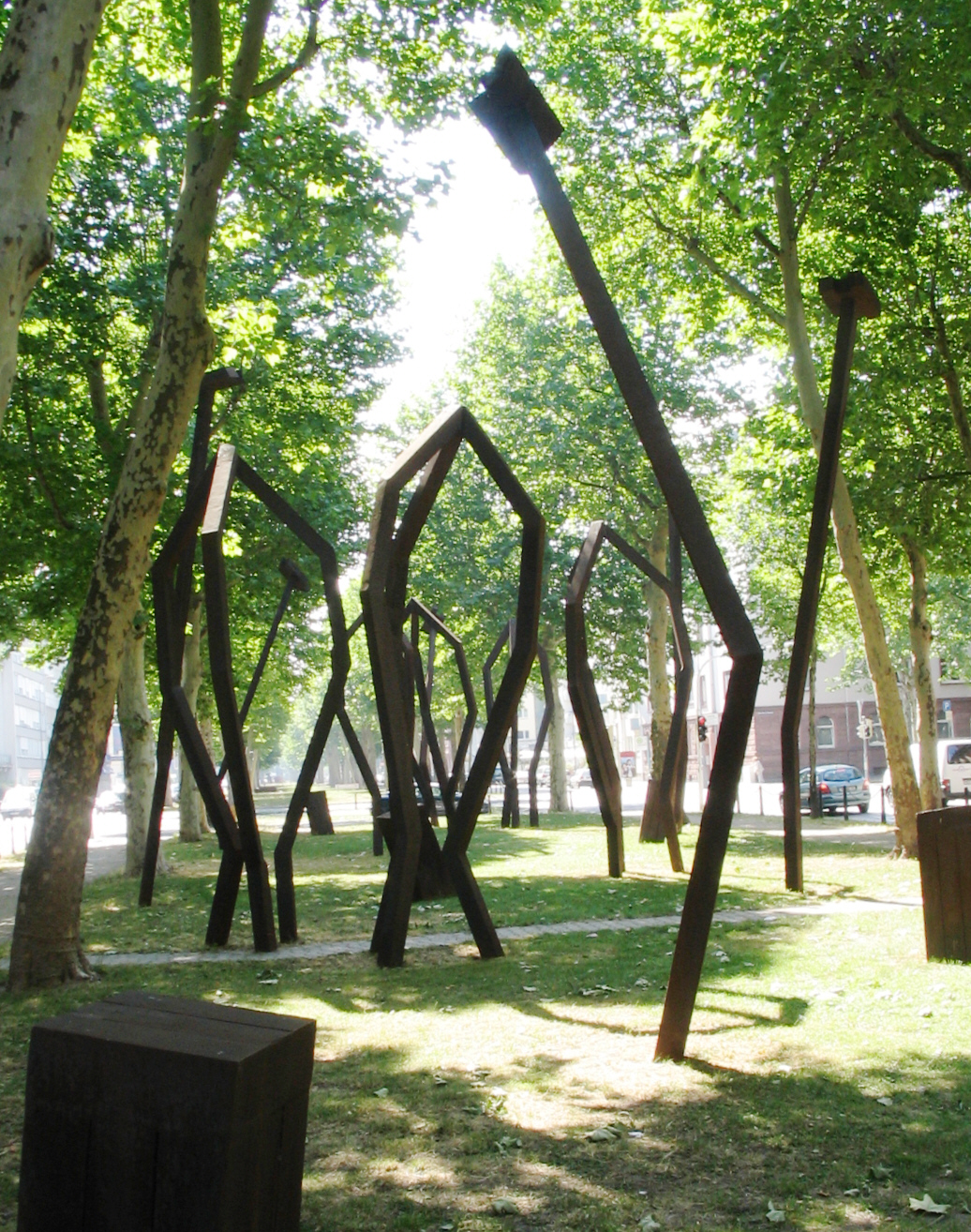
Eisenspiel für Mannheim (1993)
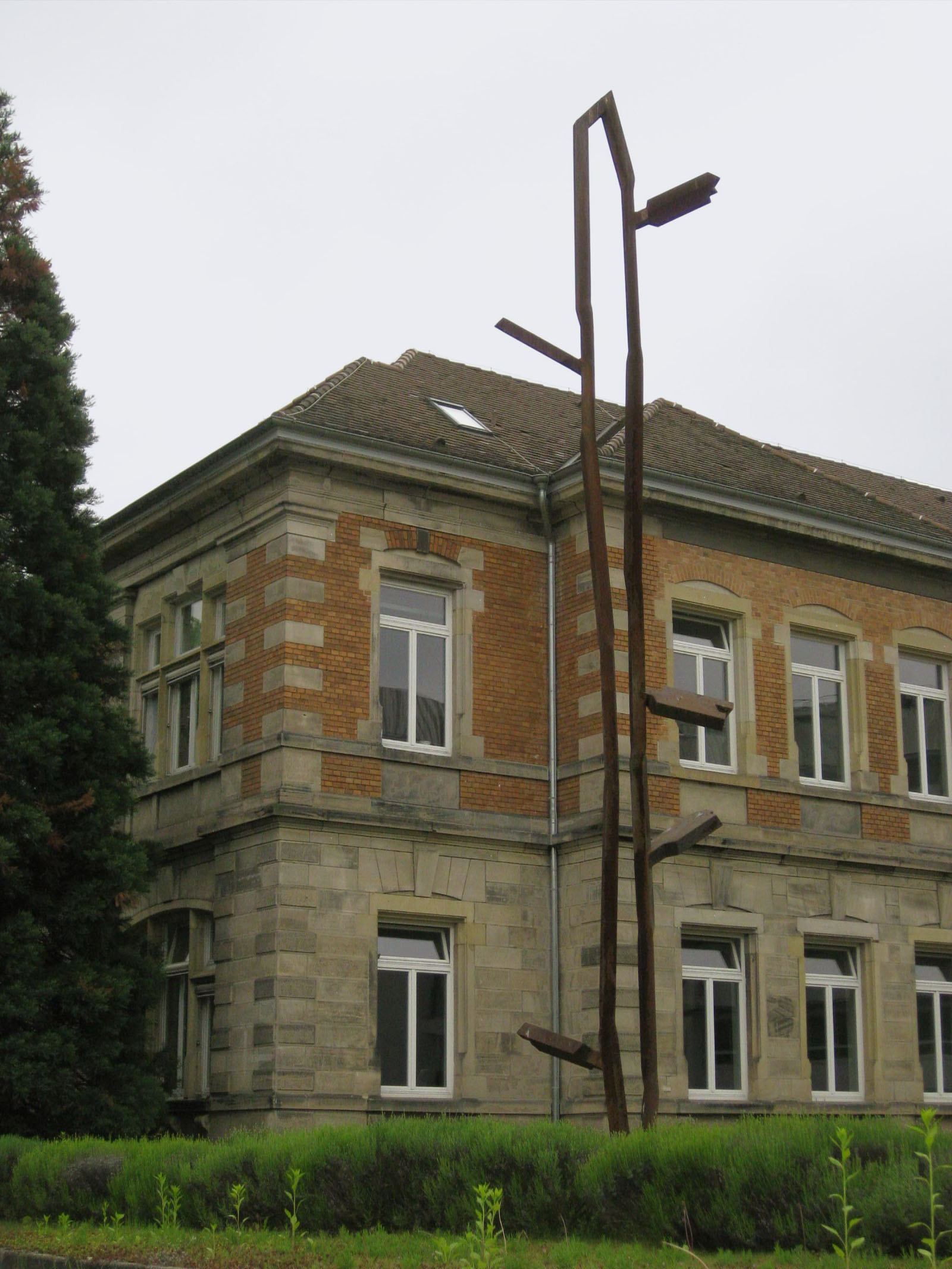
Nirme (1995) in Freiburg
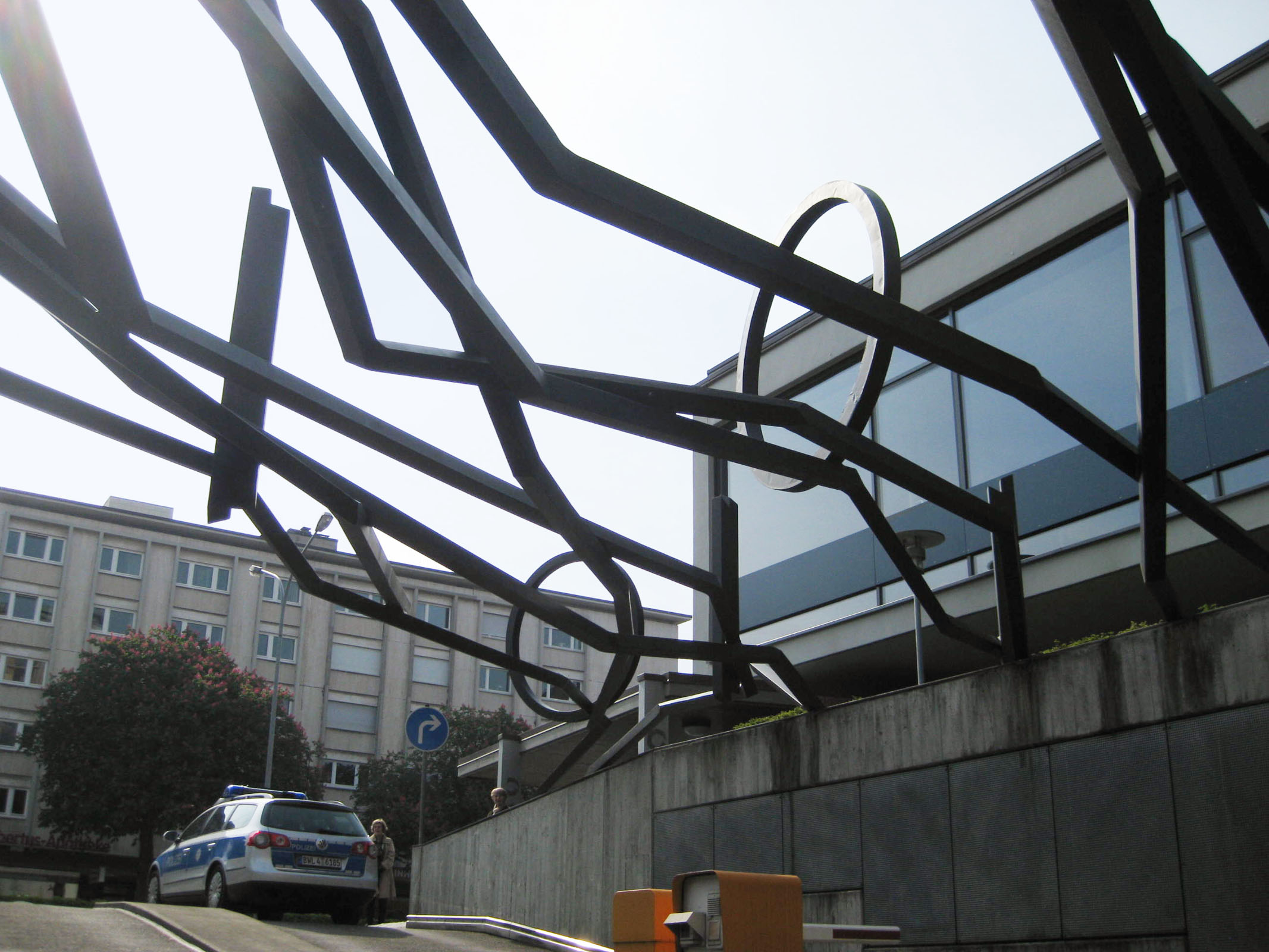
Im Lauf (1996) in Freiburg
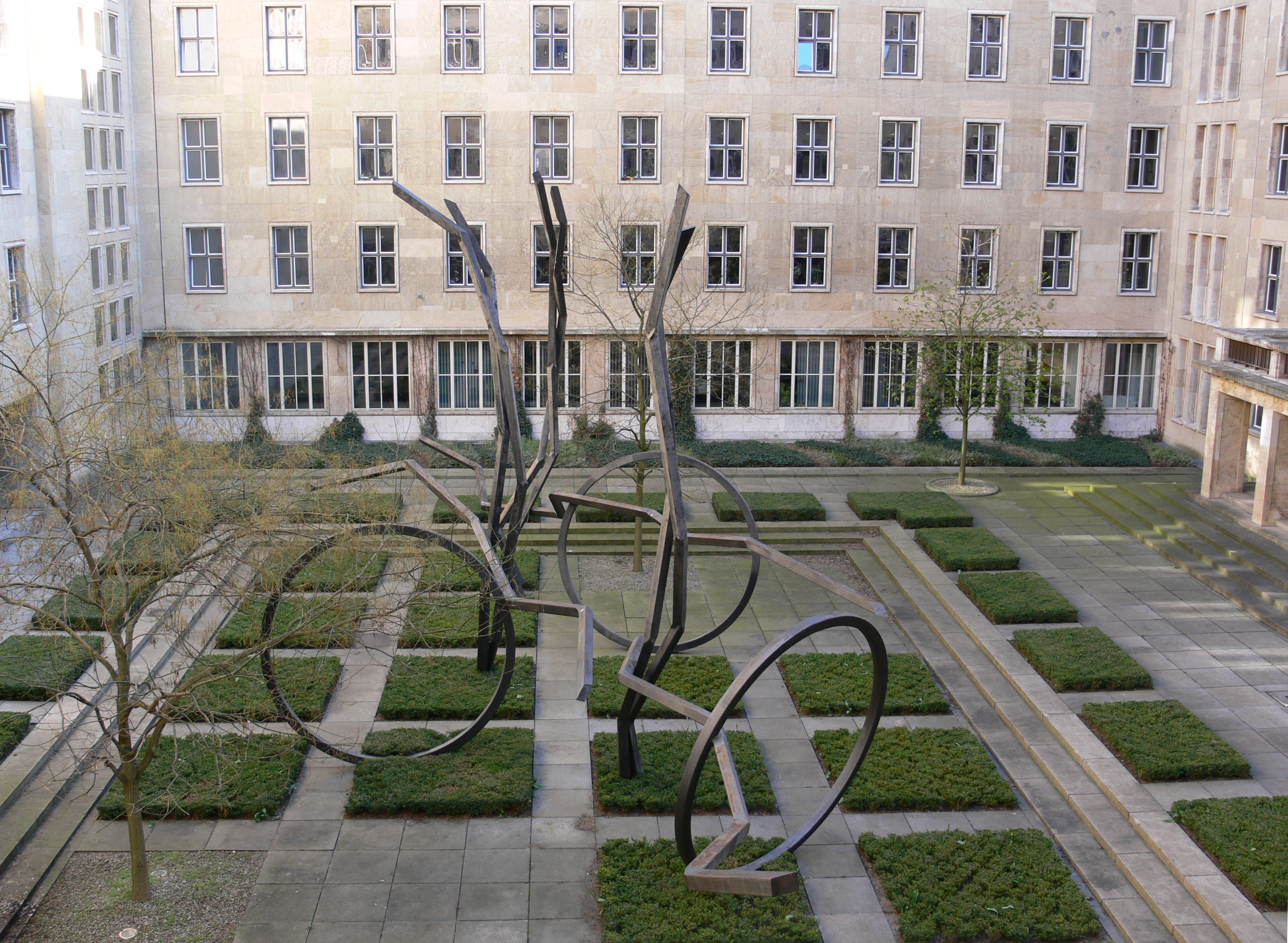
Courante (2001) in Berlijn
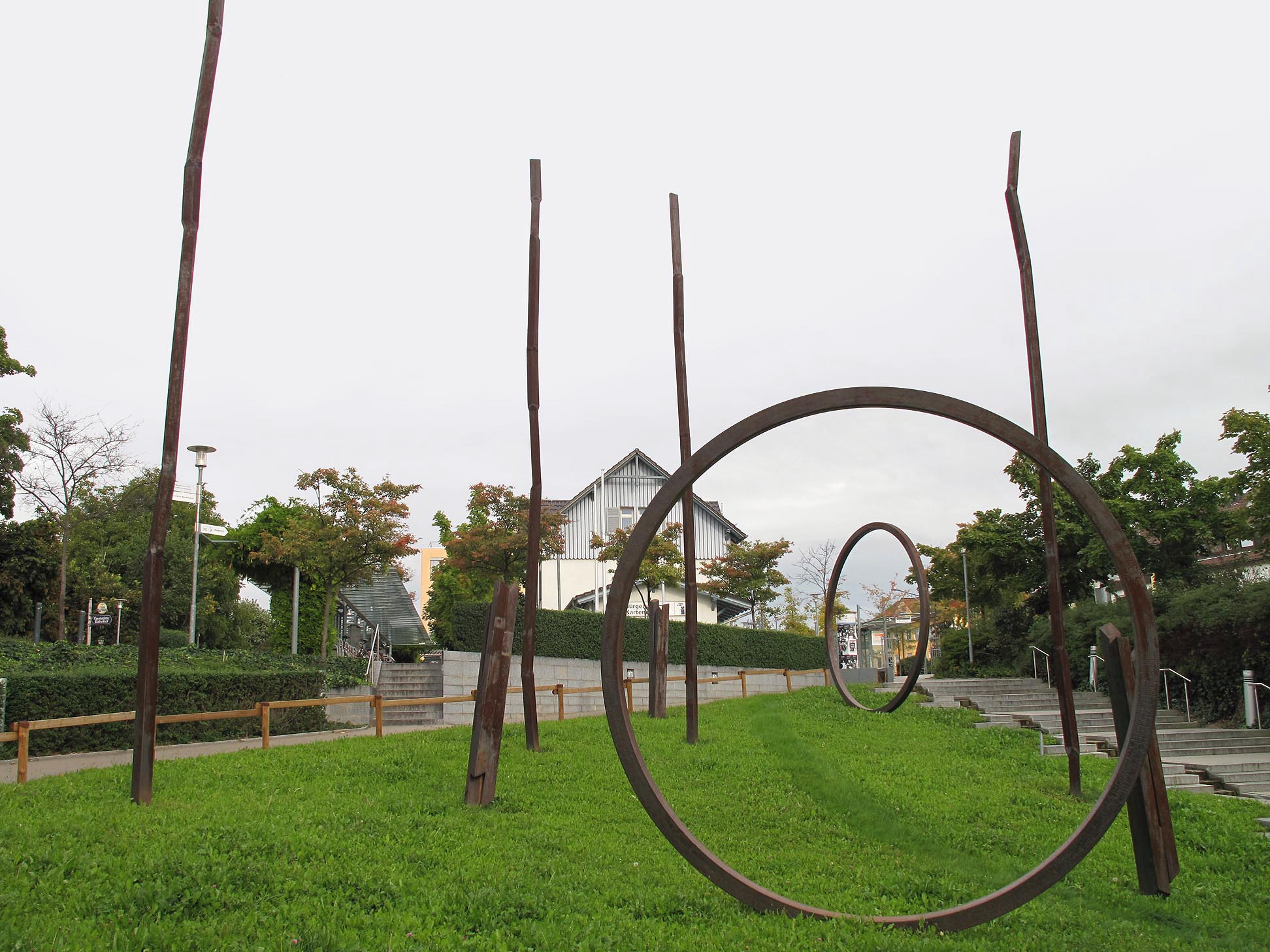
Filderspiel (2001) in Filderstadt
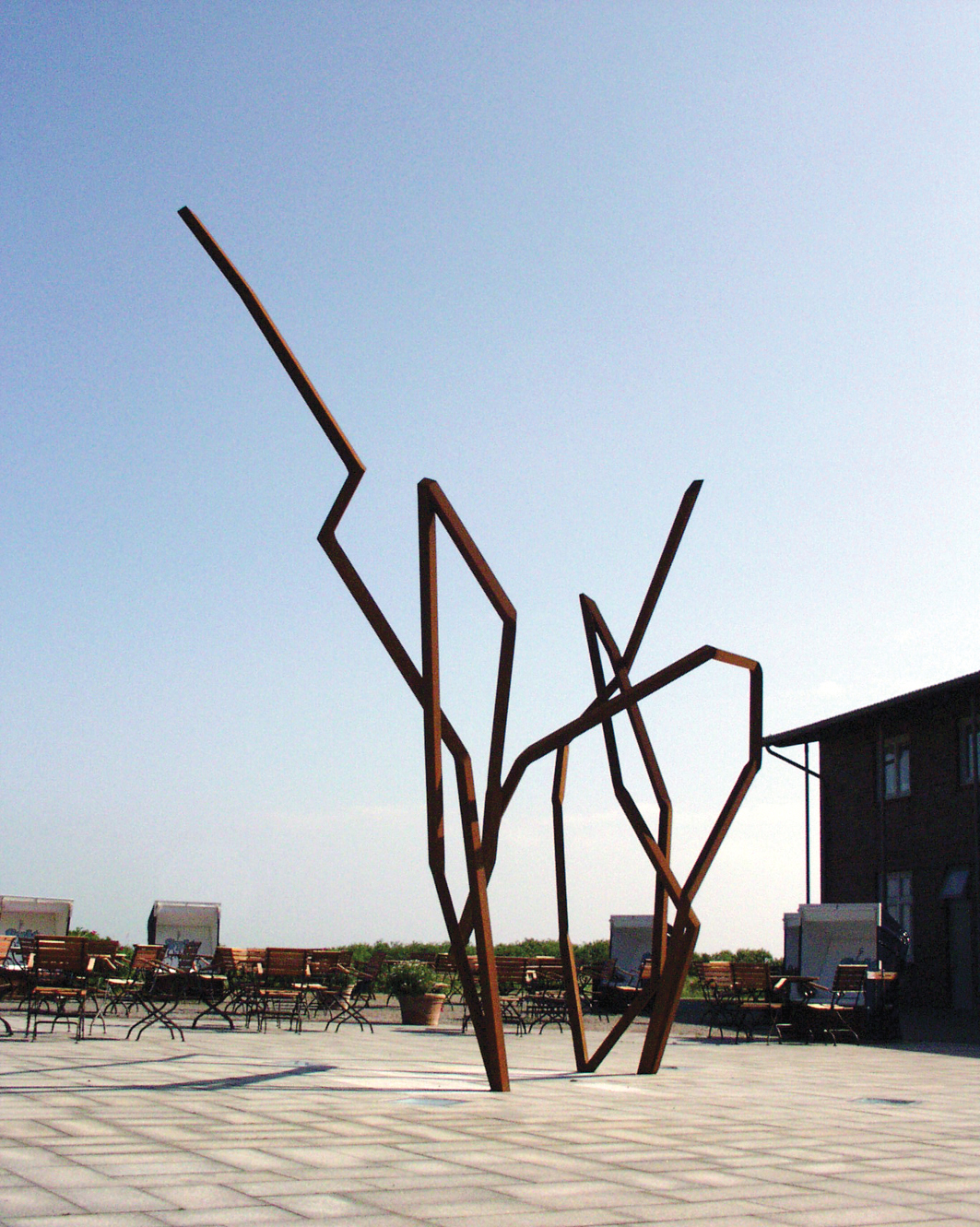
Escrit (2003) in Rantum (Sylt)
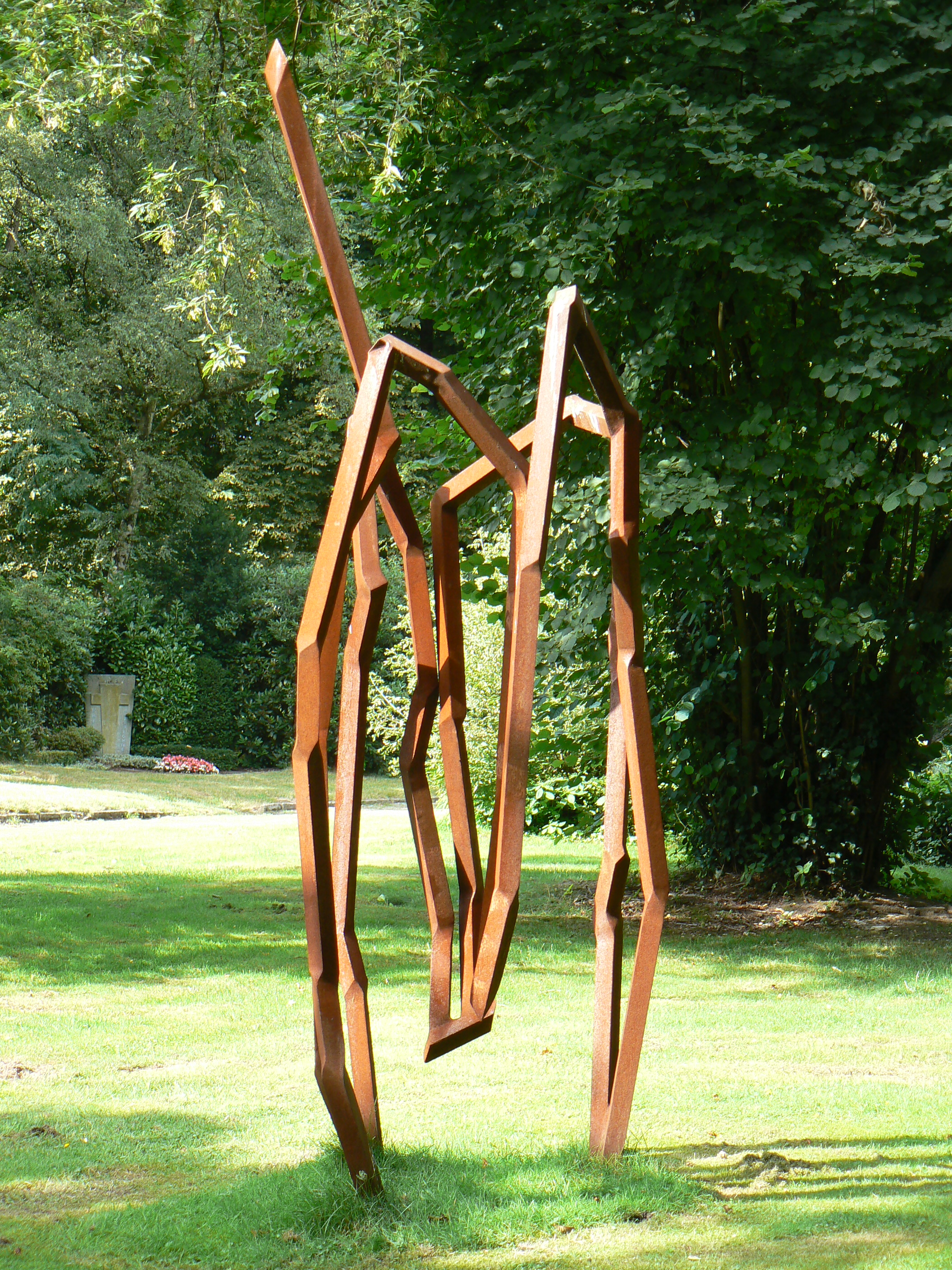
Merlak (2004) in Marl
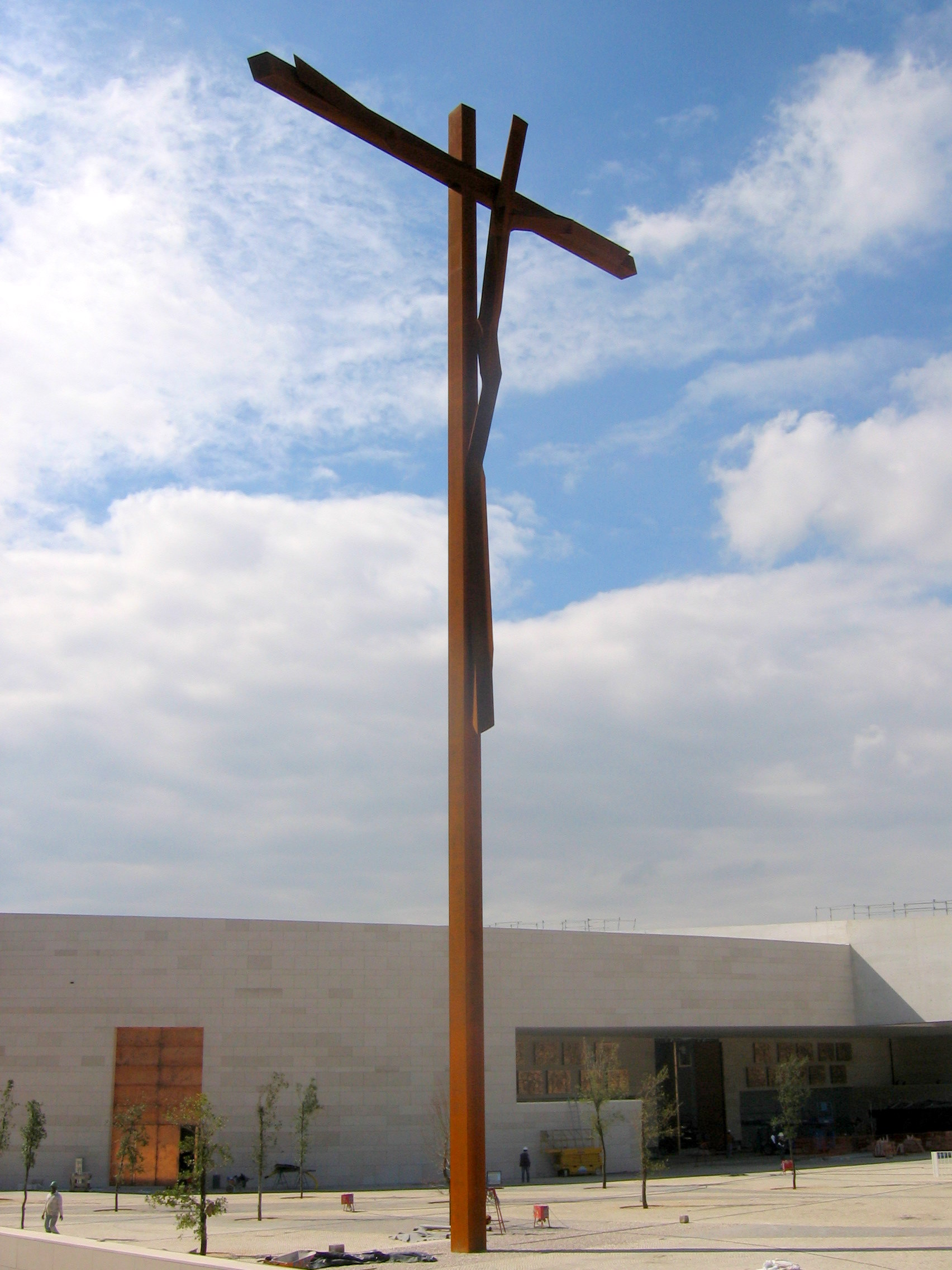
Kruisbeeld (2007) in Fátima (Portugal)
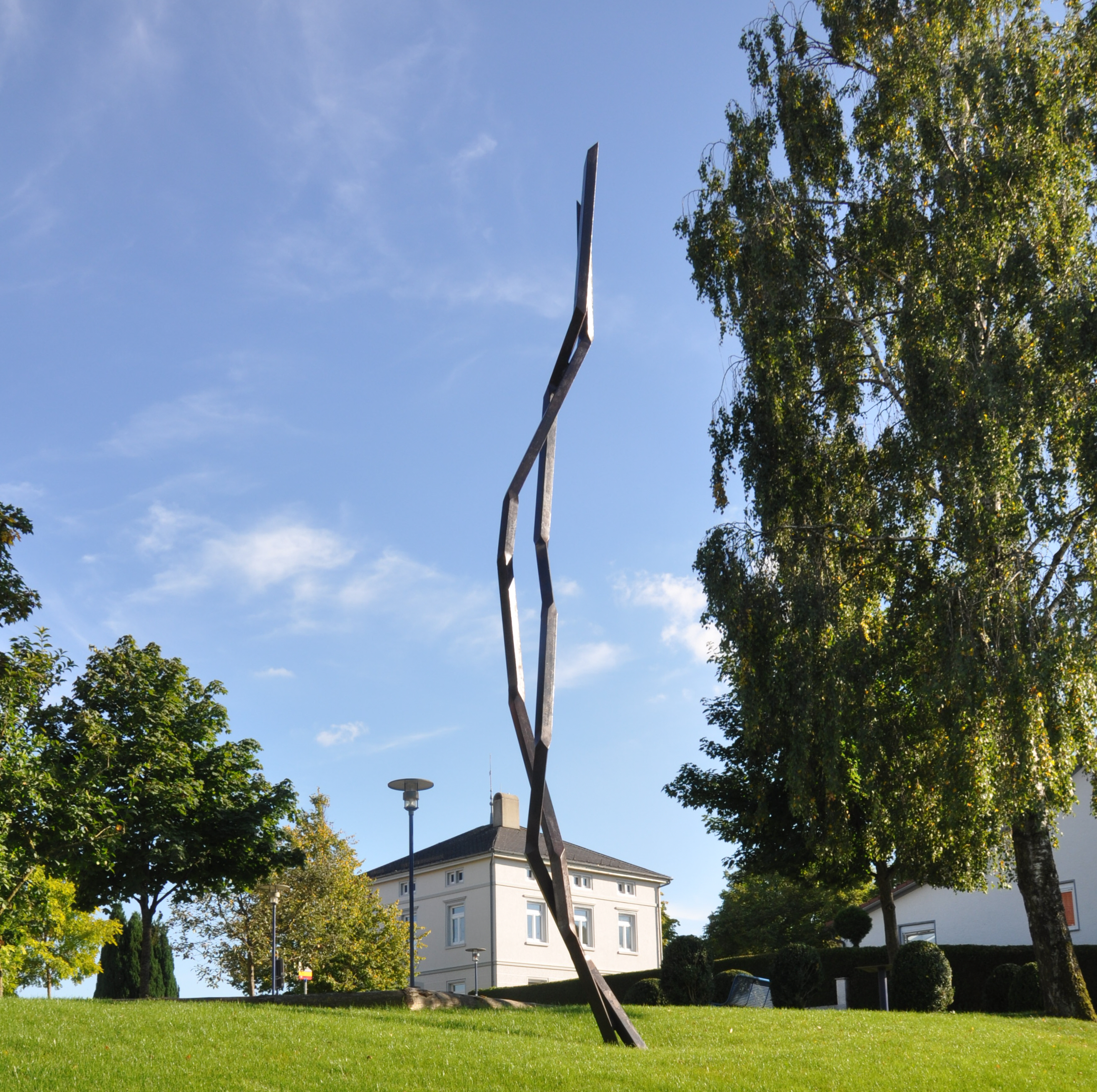
Berger Winde (2009) in Berg